# Boiler and Pressure Vessel Code
Le Boiler and Pressure Vessel Code (BPVC) est un document de l'ASME relatif aux appareils de pression et aux chaudières. Il est rédigé et maintenu par le Boiler and Pressure Committee.
Ce code définit les règles de sécurité concernant la résistance à la pression qui président à la conception, à la fabrication et à l'inspection des chaudières et des appareils sous pression ainsi qu'aux centrales nucléaires durant leur construction.

## Sections
- I : Rules for Construction of Power Boilers
- II : Materials
  - Part A : Ferrous Materials Specifications
  - Part B : Nonferrous Material Specifications
  - Part C : Specifications for Welding Rods Electrodes and Filler Metals
  - Part D : Properties
- III : Rules for Construction of Nuclear Facility Components
  - division 1 : Subsections NCA, NB, NF, APP, NC, ND, NE, NF, NG
  - division 2 : concrete containment structures, pre-stressed or reinforced
  - division 3 : design and construction of the containment systems, including internal support structures, used for the transportation and/or storage of spent nuclear fuel and high-level radioactive material
  - division 5 : construction rules for high-temperature reactors, including both high-temperature, gas-cooled reactors (HTGRs) and liquid-metal reactors (LMRs)
- IV : Rules for Construction of Heating Boilers
- V : Nondestructive Examination
- VI : Recommended Rules for the Care and Operation of Heating Boilers
- VII : Recommended Guidelines for the Care of Power Boilers
- VIII : Rules for Construction of Pressure Vessels
  - division 1 :
  - division 2 : Alternative Rules
  - division 3 : Alternative Rules for Construction of High Pressure Vessels (≥ 10 000 psi)
- IX : Welding, Brazing, and Fusing Qualifications
- X : Fiber-Reinforced Plastic Pressure Vessels
- XI : Rules for Inservice Inspection of Nuclear Power Plant Components
- XII : Rules for Construction and Continued Service of Transport Tanks